# Hermenèutica bíblica
Hermenèutica bíblica és l'hermenèutica aplicada a la Bíblia, és a dir, la interpretació de la Bíblia.
A més dels termes «exegeta» i «hermeneuta», també es fa servir el terme «biblista» per denominar l'expert en Sagrades Escriptures. L'art d'interpretar el text bíblic depèn del mètode emprat; especialment el mètode gramàtic-històric que té en compte tant la crítica filològica com l'impacte del context sobre el text. Hermenèutica (del grec ερμηνευτική τέχνη, 'interpretar' o 'traduir') és el coneixement i art de la interpretació dels texts, per determinar el significat exacte de les paraules mitjançant les quals s'ha expressat un pensament. Exegesi (del grec ἐξήγησις, 'explicar') implica la interpretació crítica i completa d'un text. La distinció entre exegesi i hermenèutica és molt subtil, car no són termes que tinguin necessàriament un significat diferent; de fet es fan servir de manera intercanviable en molts casos. Segons la intenció de qui utilitzi els termes, es pot donar a l'hermenèutica el tret de recerca de significats espirituals, i a l'exegesi el d'una interpretació bíblica centrada en la literalitat del text i en la reconstrucció del seu significat original en el moment de la seva redacció; però també es pot entendre que l'exegesi sigui l'explicació del a Bíblia i l'hermenèutica el conjunt de regles que es segueixen per arribar a tal explicació.

## Història

### Interpretació de la Bíblia des de la pròpia Bíblia
L'evidència de la interpretació bíblica es remunta al propi Antic Testament, on apareix una de les millors il·lustracions d'aquest concepte, així com de la seva pràctica: és el cas d'Esdres, fidel sacerdot jueu que públicament llegia al poble «el llibre de la Llei de Déu i n'exposava el sentit, perquè la lectura fos entenedora». Els jueus que van tornar del Captiveri Babiloni parlaven arameu, i es van veure que els calia accedir als texts que constituïen les Sagrades Escriptures de la seva religió, conegudes com a Halacà (la Llei de Moisès), que estaven escrites en hebreu; de manera que els levites (que tenien la funció sacerdotal) feien la traducció i interpretació de l'hebreu a l'arameu, procurant conservar el sentit correcte de la llei.
Al Nou Testament apareixen tot d'exemples d'interpretació de l'Antic Testament: algunes pel mateix Jesucrist, a qui es requereix explícitament; d'altres pels redactors dels Evangelis, per trobar el "compliment de les Escriptures" als fets de la vida de Jesús; i d'altres pels redactors de les Epístoles per donar orientacions a les primeres comunitats cristianes.

### L'hermenèutica bíblica jueva
Les formes tradicionals d'hermenèutica o exegesi al judaisme apareixen a través de la literatura rabínica, que inclou la Mixnà, els Talmuds i la literatura midraix.
Els exegetes o hermeneutes jueus reben el títol de mefarxim (comentadors).
El midraix forma una exposició de l'exegesi bíblica de la Torà i els seus paràgrafs relacionats amb la Llei, que també és un objecte d'anàlisi. L'Halacà comprèn una exegesi de la Llei escrita. L'Agadà és una exegesi de parts de la Torà no connectades a la Llei.
La Tanakh comprèn l'estudi exegètic de la Torà, els Neviïm (profetes) i els Ketuvim (escrits), les tres divisions de la Bíblia hebrea no idèntica al que per als cristians és l'Antic Testament). La masora és l'exegesi que va determinar les regles i principis que governen els texts bíblics. La redacció del Talmud resulta d'estudis exegètics, i el Talmud en si s'ha convertit en objecte d'estudi i anàlisi.
L'exegesi jueva no va acabar amb la redacció del Talmud; va continuar durant la resta de l'edat antiga, l'edat mitjana i le Renaixement. Al segle XVII Baruch Spinoza va ser un dels precursors de l'hermenèutica bíblica moderna.
Al judaisme l'hermenèutica o exegesi continua sent objecte d'estudi avui dia, car es considera una eina important en l'enteniment de les Escriptures. A cada comunitat jueva de qualsevol part del món hi ha centres per a estudis exegètics.